# 孟楼镇 (老河口市)
孟楼镇是中国湖北省襄樊市老河口市下辖的一个镇。地处鄂西北、豫西南交界地带，与河南省邓州市的孟楼镇相接，俗有“一步跨两省，鸡鸣响两镇”之称，距老河口市中心城区25公里，距河南省邓州市29公里，它是湖北省『楚天明星乡镇』、十个『试点口子镇』之一，又是『全国经济综合开发示范镇』和『全国以项目带动规划实施试点镇』。

## 自然地理
镇域地形地貌属丘陵向平原的过渡地带，大部分是平岗平原地貌。地势东北高、西南低，海拔最高点140.07米，最低点131.03米，属北西热带湿润季风气候，四季分明，年平均气温15.30℃。全年无霜期236.3天，年平均降雨量845.6㎜。

## 交通
- 公路：302省道纵贯全境，汉孟、南孟两条省级公路在该镇交汇，
- 铁路:无
- 民航：依托老河口、襄樊、南阳三个机场，可直达北京、上海、广州、深圳等地。

## 市场
孟楼的6大市场：
- 汉孟大市场(农贸市场)：主要经营品种蛋、肉、禽、蔬菜、调味品
- 工业品市场：主要经营：服装、日用小商品、布匹等
- 牲畜交易市场：于1994年8月竣工，主要经营猪、牛、羊
- 粮油交易市场：于1992年8月竣工，主要经营粮食、油料
- 竹木交易市场：主要经营竹、木材
- 棉花交易市场：主要经营棉花的收购和加工，市场辐射面积30万亩